# Mordiggian
Mordiggian es un personaje ficticio de las historias de los Mitos de Cthulhu. Él es la creación de Clark Ashton Smith y aparece en su cuento "El dios Osario" ( 1934 ) dentro del universo del escritor Howard Phillips Lovecraft.

## Mito de Mordiggian
```
Una sombra colosal apareció, una que no fue hecha por nada en la habitación. Llenó los portales de lado a lado, se alzó por encima del 
dintel
, y luego, rápidamente, se convirtió en algo más que una sombra: era un bulto de oscuridad, negro y opaco, que de alguna manera cegó los ojos con un extraño deslumbramiento. Parecía aspirar la llama de las urnas rojas y llenar la cámara con un escalofrío de muerte y vacío. Su forma era la de una columna con forma de 
gusano
, enorme como un 
dragón
, y sus bobinas aún salían de la penumbra del corredor; pero cambió de un momento a otro, girando y girando como si estuviera vivo con las energías vorticales de eones oscuros. Brevemente tomó la apariencia de un gigante demoníaco con cabeza sin ojos y cuerpo sin extremidades; y luego, saltando y extendiéndose como fuego humeante, entró en la cámara.
```

—Clark Ashton Smith, "El Dios Charnel"
Mordiggian es un Gran Anciano y es adorado por demonios y necrofagos. Cuando aparece, todo el fuego y el calor son absorbidos por su cuerpo en forma de vacío, bajando instantáneamente la temperatura en muchos grados y llenando el área con un frío mortal y aire quieto. Todos dentro de la presencia del Gran Demonio, están cegados por la extraña forma cambiante y deslumbrante del dios nigromántico.
Mordiggian ataca envolviendo a sus víctimas, absorbiendo su fuerza vital y disolviendo sus cuerpos. No queda nada de la presa del Dios Osario, y nunca se los vuelve a ver en el mundo de vigilia o en las Tierras de los Sueños. Sin embargo, Mordiggian no parece ser especialmente malévolo ("Mordiggian ... era una deidad benigna a los ojos de los habitantes de Zul-Bha-Sair"), y se sabe que perdona a aquellos que no lo han ofendido personalmente a él o su persona. seguidores (los necrofagos); Cuando un trío de nigromantes se colaron en el templo, los magos fueron destrozados por los sacerdotes Necrofagos, mientras que Phariom y su esposa recién rescatada se salvaron por orden de Mordiggian. Como dijo uno de los nigromantes: "La ira de Mordiggian, aunque rara vez se desata, es más terrible que cualquier otra deidad. Y los sabios no deberían pensar en irrumpir en su casa sagrada". Entonces, aunque Mordiggian es atribuido con inmensos poderes de destrucción, aparentemente es una deidad tranquila y benigna.

## El culto de Mordiggian
El Sacerdocio de Mordiggian consiste exclusivamente en necrofagos, aunque otras razas pueden ofrecer sus muertos al Dios Osario, pero solo como apaciguamiento y no como adoración real, aunque algunos ciudadanos de Zul-Bha-Sair, como el dueño de la Taberna que Phariom y su esposa La se quedaban, creía plenamente en él. Los sacerdotes necrofagos de Mordiggian se cubren con largas túnicas encapuchadas de máscaras funerarias de calaveras moradas y plateadas. Un tomo conocido como El Manuscrito Necrofago trata sobre Mordiggian y su culto.
Aunque Mordiggian habita en las Tierras de los Sueños, es capaz de entrar en el mundo de vigilia, utilizando los mismos túneles y tumbas que sus seguidores necrofagos. Es probable que Mordiggian tenga alguna relación con las tierras de vigilia. Prueba de esto es demostrada por su adoración en la ciudad de Zul-Bha-Sair en el continente de Zothique en un futuro lejano. Allí él es el único dios desde "años perdidos en la memoria del hombre", y todos los que mueren en la ciudad se le ofrecen como probadores.
Un nombre diferente para Mordiggian es Morddoth, mencionado como el dios oscuro de los demonios venerados en el Valle de Hadoth por el Nilo, en la antigua tierra de Altuas y en un continente perdido en el tiempo que probablemente coincida con Zothique . Entonces, la apariencia encaja con la de Mordiggian.